# 마쓰다 히로시
마쓰다 히로시(일본어: 松田 浩, 1960년 9월 2일 ~ )는 일본의 전 축구 선수, 축구 감독이다.

## 구단 경력
1984년 일본 사커 리그의 마쓰다(산프레체 히로시마)에 입단하였다. 1994년에 J리그 준우승. 1995년 비셀 고베로 이적했다. 1996년후 현역 은퇴.

## 지도자 경력
은퇴 후에는 비셀 고베의 코치를 거쳐, 2002년 7월 비셀 고베의 감독으로 취임하였다. 2003년부터 2006년까지 아비스파 후쿠오카에서 감독을 맡았다. 2006년 비셀 고베의 감독으로 취임하였다. 2009년부터 2013년까지 도치기 SC에서 감독을 맡았다.